# Diansi
Diansi, également orthographié Diensi, est une localité située dans le département de Fara de la province des Balé dans la région de la Boucle du Mouhoun au Burkina Faso.

## Santé et éducation
Le village possède un centre d'alphabétisation.